# Ego Kill Talent
Ego Kill Talent is een Braziliaanse rockband uit São Paulo.  De band is opgericht in 2014 door Jean Dolabella (ex-Sepultura) en Theo van der Loo. De naam van de band is een verkorte versie van het gezegde "Too much ego will kill your talent" (te veel egoïsme zal je talent doden). Vaak wordt de naam geschreven als Ego Kill Talent. De band staat erom bekend om onder een optreden van instrumenten te verwisselen.

## Geschiedenis

### Beginjaren (2014–2016)
De band Ego Kill Talent is opgericht in december 2014 door leden van verschillende Braziliaanse bands. In november 2015 kwam de eerste ep uit, die de naam "Sublimated" had. Deze werd geproduceerd in de Family Mob Studios, dat opgericht werd door Jean Dolabella en Estevam Romera. Halverwege 2016 kwam de tweede ep uit, met de naam "Still Here". Ook traden ze dat jaar op verschillende festivals op, waaronder Lollapalooza in Brazilië. Tevens trad Estevam Romera dat jaar uit de band. Hij werd vervangen door Niper Boaventura.

### Eerste album en doorbraak (2017-2018)
In 2017 kwam het eerste album uit. Dit album, dat dezelfde naam heeft als de band, betekende de doorbraak van de band. Ze werden door Google genoemd als een van de twintig door te breken acts van 2017. Ook kwam dat jaar de band ook voor het eerst naar Europa om een mini-tour te houden. Als eerste speelde ze op het Download Festival in Parijs. Enkele dagen later speelde ze hun eerste Europese soloshow in de Melkweg in Amsterdam. Ook deden ze een live optreden geven bij radio 3FM. Een week later speelde ze vervolgens in het voorprogramma van de band System of a Down tijdens een show in de Arena van Nîmes in Nîmes, Frankrijk. Nadat de Europese tour afgelopen was, gingen ze terug naar Brazilië om daar een optreden te geven op het festival Rock in Rio. Ook speelde ze op het festival Santiago Gets Louder in Chili.
Tevens kwamen de ep "My Own Deceiver" en de akoestische versie van het nummer "We All" uit als single. In november 2017 kwamen ook de liveversies uit van enkele nummers, waaronder "Sublimated", "Still Here" en "Last Ride". Deze versies waren opgenomen tijdens het concert in Nímes. Ook kondigde de band aan dat ze in 2018 in het voorprogramma staan van de Braziliaanse tour van Foo Fighters en Queens of the Stone Age. Tevens werd er in december van dat jaar bekendgemaakt dat ze ook in 2018 op het Franse Download Festival staan. Op YouTube startte ook een serie genaamd "Drum Cam". Hierin werd iedere nummer van het album gespeeld door alleen de drummers van de band.
Begin 2018 werden de live-versie's van de nummers "We All" en "The Searcher" uitgegeven. Deze versie's werden opgenomen tijdens het concert wat de band gaf in de Melkweg. Ook werd de live-versie van het nummer "My Own Deceiver" uitgebracht en werden alle live-nummers ook op een EP uitgebracht, onder de naam "Live in Europe 2017". Tevens werd bekendgemaakt dat ze een optreden gaan geven op Graspop Metal Meeting in België en dat ze op verschillende andere festivals gingen optreden. In Nederland waren 4 shows aangekondigd, waarvan drie met de Amerikaanse band Shinedown.
In mei 2018 kwam de nieuwe single Diamonds and Landmines uit. In juni 2018 kwam vervolgens lyrics video uit. Ook werd er tijdens een bezoek aan radiozender 3FM bekendgemaakt dat ze met een nieuw album bezig zijn. Begin oktober werd bekendgemaakt dat de band in het voorprogramma van de Nederlandse band Within Temptation staat. De band deed tijdens de tour onder andere het Verenigd Koninkrijk, Nederland, Duitsland en België aan.

### Tweede Album (2019-)
In februari 2019 werd bekendgemaakt dat de band bezig was met het opnemen van het tweede album. Dit album werd opgenomen in Studio 606 in Los Angeles, wat eigendom is Foo Fighters-Frontman Dave Grohl. Begin 2020 werd op de officiële website van de band aangekondigd dat het album in de lente van 2020 uit gaat komen via het platenlabel BMG, dat onderdeel is van Sony. Daarnaast werd bekendgemaakt dat op nieuwe album gastoptredens staan van onder andere John Dolmayan (drummer van de band System of a Down), Roy Mayorga (drummer van de bands Hellyeah en Stone Sour) en Bob Burnquist (professionele skateboarder).
Op 7 februari 2020 bracht de band de eerste single van het nieuwe album uit, genaamd “NOW!”. Daarnaast bracht de band ook een videoclip en making-of uit over dit nummer.

## Optredens in Nederland en België
De band heeft tot nu toe acht keer opgetreden in Nederland. Het eerste optreden vond plaatst op 14 juni 2017 in de Melkweg in Amsterdam.
In België heeft de band tot nu toe twee keer opgetreden. Het eerste optreden vond plaatst op de 2018 editie van Graspop Metal Meeting.
Nederland
- 14 juni 2017 - Melkweg, Amsterdam
- 8 juni 2018 - Blue Collar, Eindhoven
- 12 juni 2018 - Hedon, Zwolle
- 20 juni 2018 - De Oosterpoort, Groningen
- 21 juni 2018 - Melkweg, Amsterdam
- 23 november 2018 - AFAS Live, Amsterdam
- 24 november 2018 - AFAS Live, Amsterdam
- 25 november 2018 - MartiniPlaza, Groningen

België
- 24 juni 2018 - Graspop Metal Meeting, Dessel
- 17 november 2018 - Lotto Arena, Antwerpen

## Bandleden
- Jonathan Correa - zang (2014-heden)
- Theo van der Loo - gitaar / basgitaar (2014-heden)
- Niper Boaventura - Gitaar / basgitaar (2016-heden)
- Raphael Miranda  - drums / basgitaar (2014-heden)
- Jean Dolabella - drums / gitaar (2014-heden)

### Ex-bandleden
- Estevam Romera – gitaar / basgitaar (2014-2016)

## Discografie

### Albums
- Ego Kill Talent[23] (2017)

### Ep's
- Sublimated (2015)
- Still Here (2016)
- My Own Deceiver (2017)
- Live in Europe 2017 (2018)

### Singles
- Collision Course (2017) met Far from Alaska
- We All (Acoustic Version) (2017)
- Sublimated - Live At Arènes De Nîmes (2017)
- Still Here - Live At Arènes De Nîmes (2017)
- Last Ride - Live At Arènes De Nîmes (2017)
- We All/The Searcher - Live At Melkweg (2018)
- Just To Call You Mine - Live At Melkweg (2018)
- My Own Deceiver - Live At Arènes De Nîmes (2018)
- Diamonds and Landmines (2018)
- NOW! (2020)

## Externe links

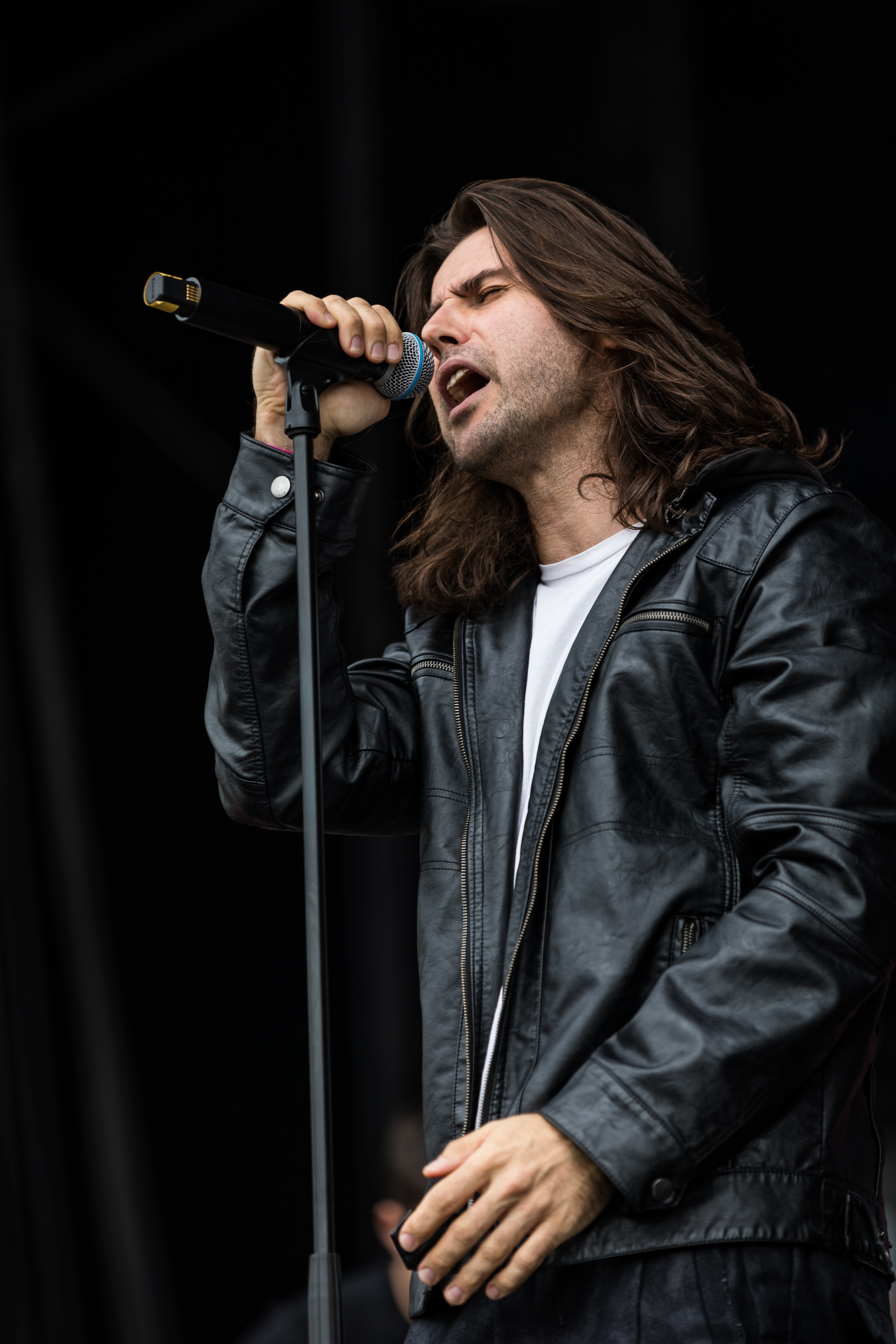
Jonathan Correa
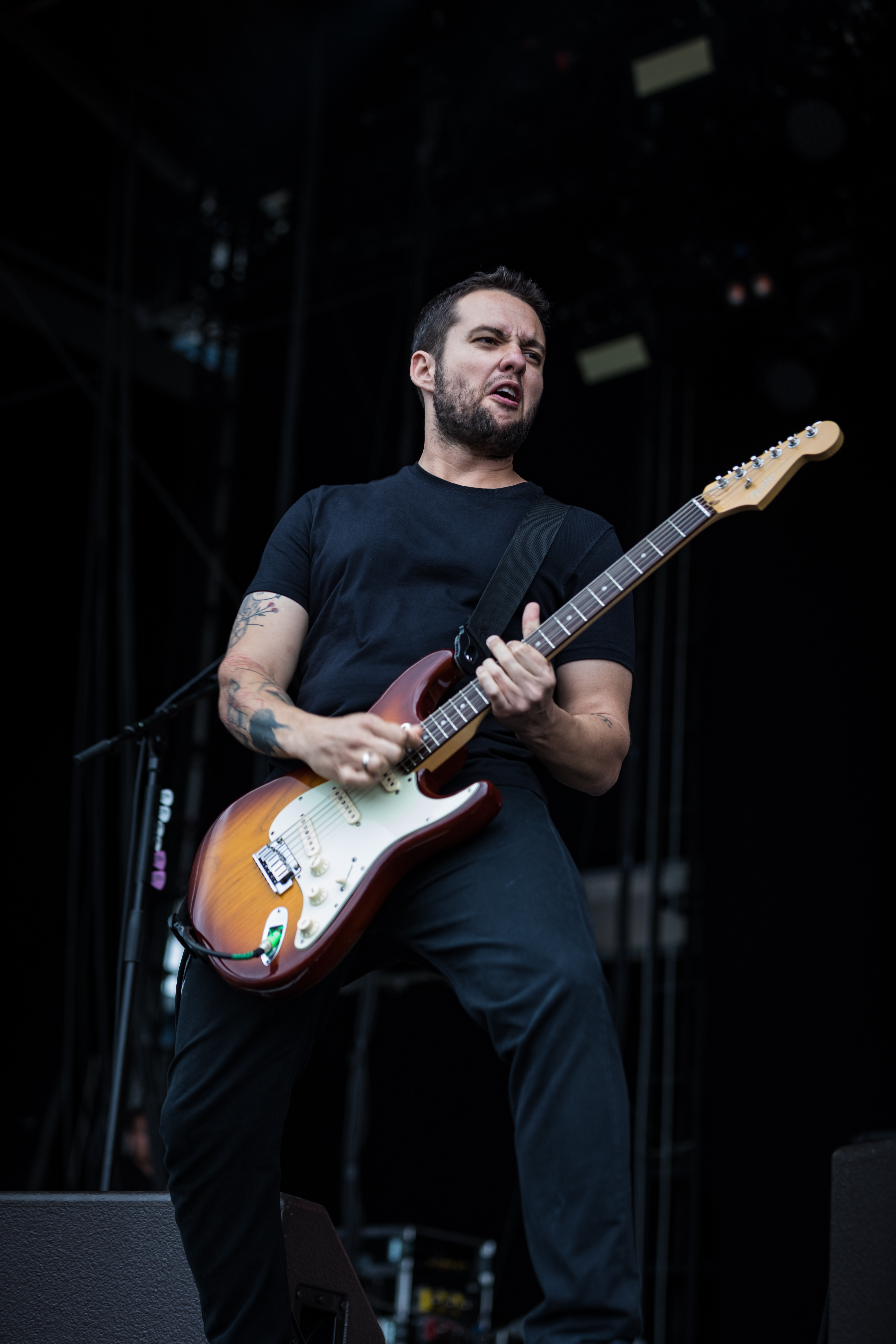
Theo van der Loo
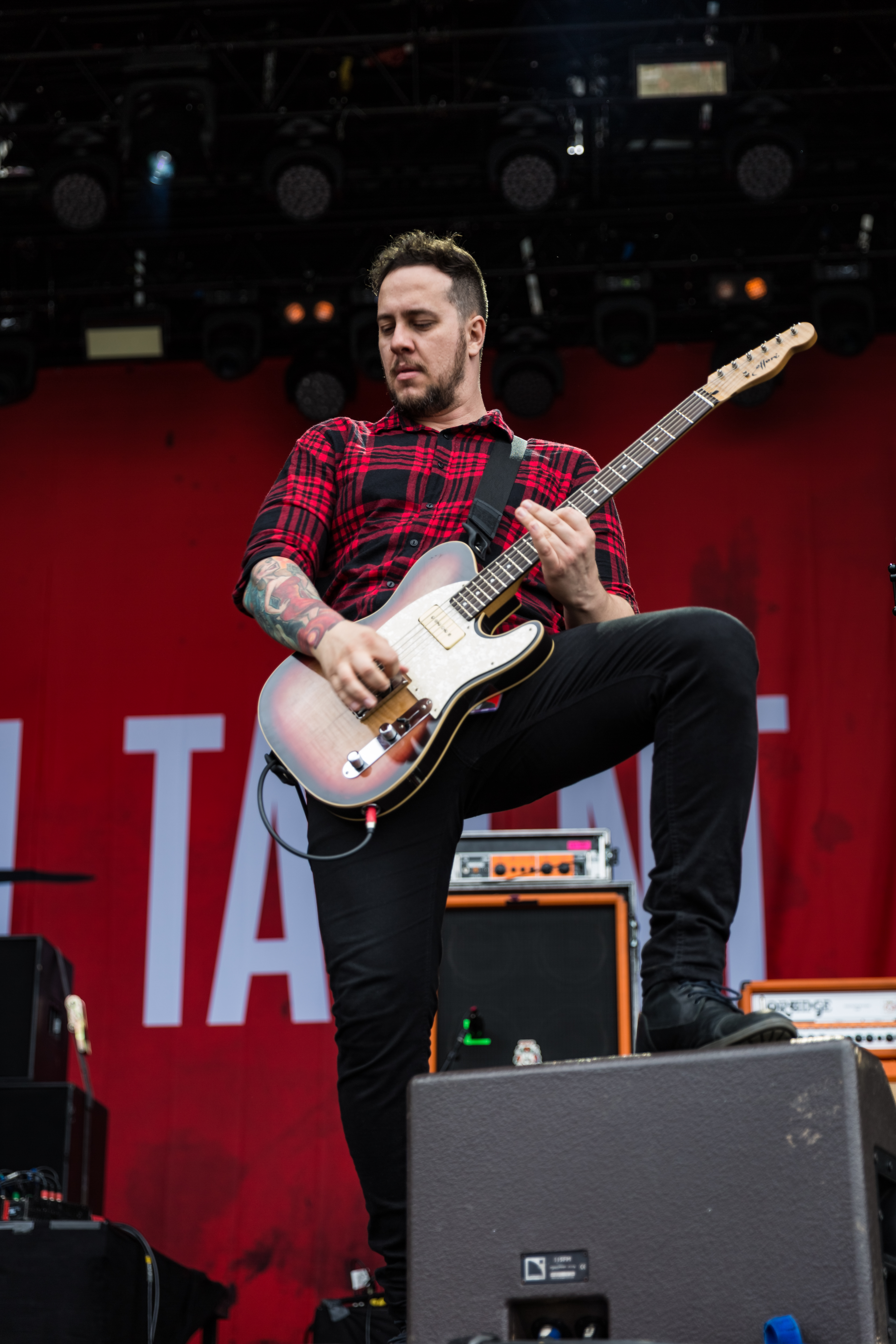
Niper Boaventura
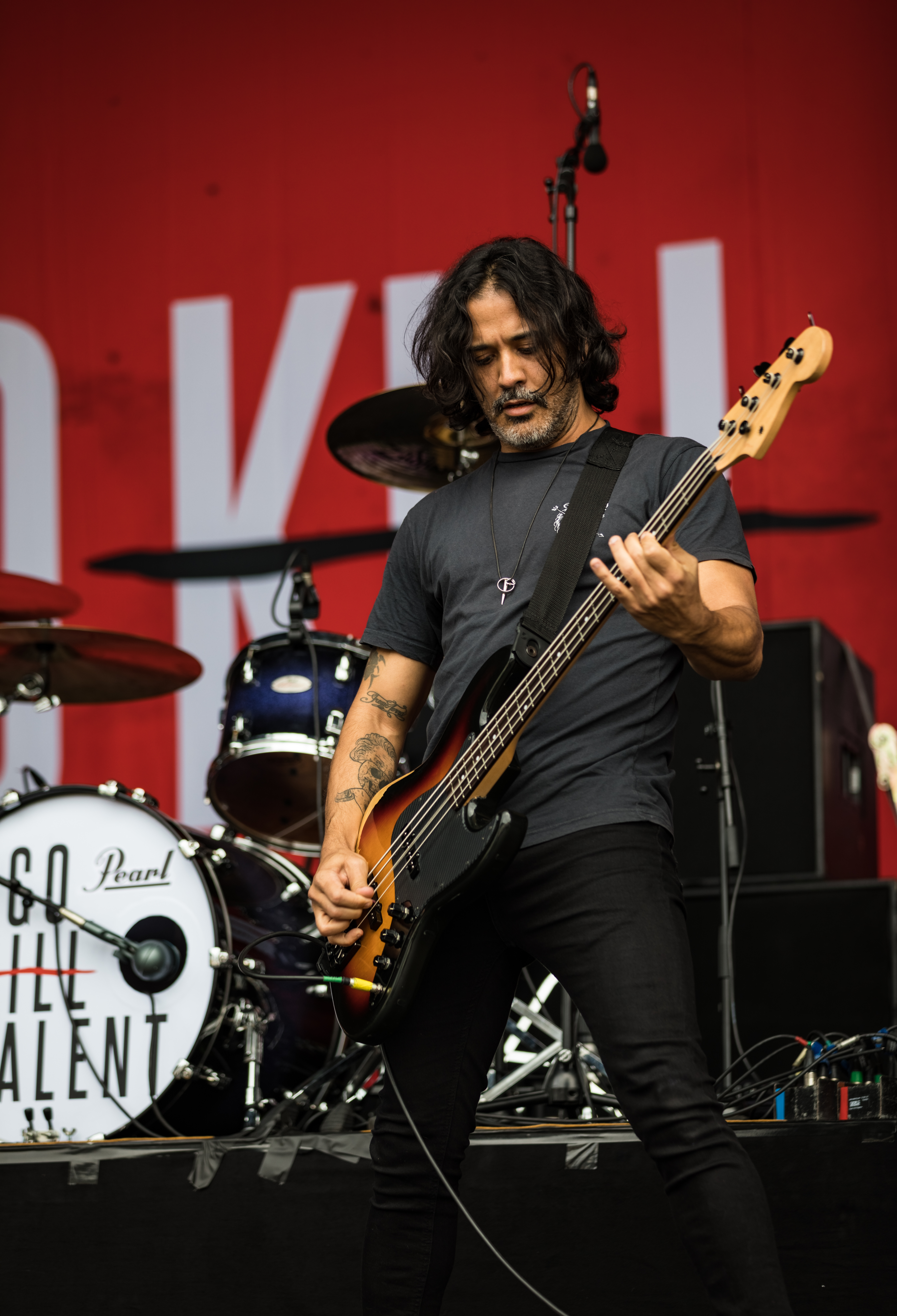
Raphael Miranda
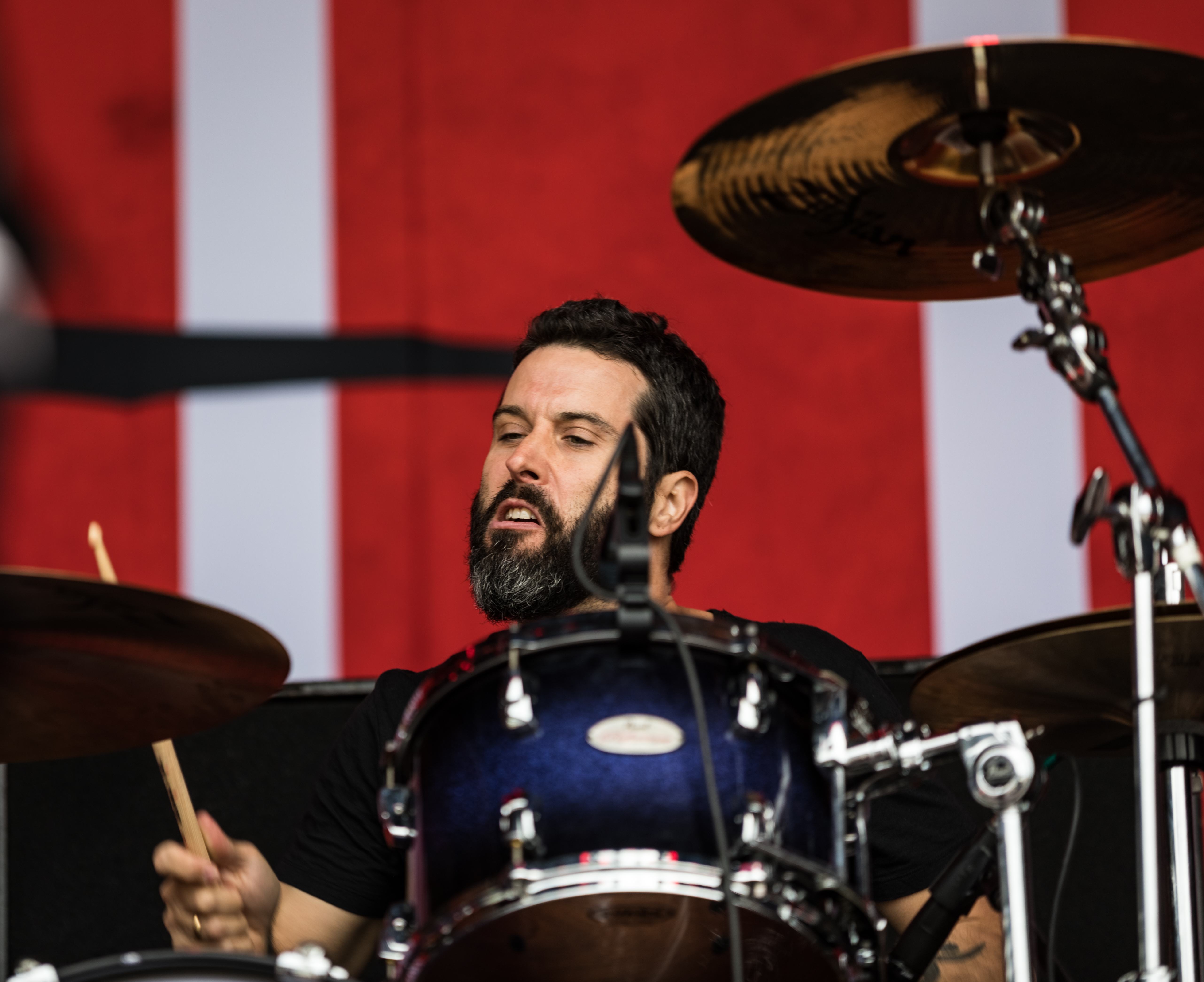
Jean Dolabella